# Pelargorhynchus
Pelargorhynchus è un genere di pesci ossei estinto, appartenente agli aulopiformi. Visse nel Cretaceo superiore (Campaniano - Maastrichtiano, circa 78 – 66 milioni di anni fa)  e i suoi resti fossili sono stati ritrovati in Europa. 

## Descrizione
Questo pesce era di dimensioni medie e poteva superare i 50 centimetri di lunghezza. Possedeva un corpo allungatissimo e sottile, simile a quello di un'attuale aguglia (Belone belone); la testa era anch'essa allungata e bassa, e terminava in un rostro simile a un becco con mascelle sottili. Pelargorhynchus possedeva una pinna dorsale estremamente lunga e bassa, fornita di circa 64 raggi e lunga quanto la metà del corpo. La pinna caudale era posta al termine di un peduncolo ben evidente, ed era a forma di ventaglio privo di lobi. Erano presenti piccoli scudi ossei lungo tutta la lunghezza del corpo, posti in file sui fianchi dell'animale.

## Classificazione
Pelargorhynchus è un membro dei Dercetidae, un bizzarro gruppo di pesci aulopiformi sviluppatisi durante il Cretaceo, dal corpo allungato e sottile. In particolare, sembra che Pelargorhynchus fosse una forma relativamente derivata all'interno del gruppo, affine a Nardodercetis e a Caudadercetis. 
Pelargorhynchus dercetiformis venne descritto per la prima volta da Van der Marck nel 1858, sulla base di resti fossili ritrovati nella zona di Sendenhorst in Germania, risalenti al Campaniano; la specie tipo è Pelargorhynchus dercetiformis. Un'altra specie, P. grandis, è nota grazie a fossili provenienti dalla regione di Limburg nei Paesi Bassi e risale al Maastrichtiano. 